# Christine Lieberknecht
Christine Lieberknecht (Weimar, 7 maggio 1958) è una politica tedesca, già Ministra presidente della Turingia, dal 2009 al 2014.